# Sinceramente
Sinceramente è un singolo della cantautrice italiana Annalisa, pubblicato il 7 febbraio 2024 come sesto estratto dalla riedizione dell'ottavo album in studio E poi siamo finiti nel vortice.
Il brano è stato presentato in gara durante la 74ª edizione del Festival di Sanremo, dove si è classificato al terzo posto al termine della manifestazione; è stato inoltre selezionato per rappresentare l'Italia all'OGAE Song Contest Second Chance 2024, vincendo il concorso con 364 punti.

## Descrizione
Il brano è stato scritto dalla stessa cantautrice con Paolo Antonacci e Davide Simonetta, quest'ultimo anche produttore con Zef. In un'intervista rilasciata a Donna Moderna Annalisa ha raccontato il significato del brano e il suo concepimento:
Il 22 marzo 2024 viene pubblicata la versione francese del brano, in collaborazione con Olivia Stone; il 29 marzo seguente viene pubblicato un remix ufficiale del brano a cura di Bob Sinclar.

## Accoglienza
Sinceramente ha ottenuto recensioni generalmente positive da parte della critica musicale.
Andrea Laffranchi del Corriere della Sera descrive il brano come un «inno pop alla libertà femminile» con sonorità dalla «classicità anni ‘70 che però non sfocia nel vintage» e un ritmo «contagioso» nello stile di Can't Get You Out of My Head di Kylie Minogue. Anche Silvia Danielli di Billboard Italia afferma che la cantante prosegue nel «voler rivendicare un percorso di libertà e indipendenza personale» attraverso sonorità anni ottanta. Allo stesso modo Andrea Conti de Il Fatto Quotidiano afferma che il brano rappresenta «una donna forte che rivendica il suo diritto di essere libera». Patrizio Ruviglioni di Esquire Italia scrive che il brano si presenta come una «hit […] programmata per distruggere» con «cassa dritta» e con un testo «sorprendentemente lungo», oltre ad essere certificazione del percorso dell'artista che «con una specie di space age pop» assomiglia sempre di più alla cantante norvegese Aurora. Vanity Fair riporta che sebbene il brano sia «meno immediato» di Mon Amour e Bellissima, esso risulta «indubbiamente figo» e «canta la libertà: di prendersi sul serio, di essere ambiziosa, di piangere, di lamentarsi e di gioire». Il Messaggero definisce il pezzo «irresistibile» e afferma che «qui la popstar si scatena» su versi diversi rispetto a quelli di Mon Amour, facendo nel testo una citazione al brano Messaggio di Alice.
In una recensione meno entusiasta, invece, Fabio Fiume di All Music Italia scrive che la cantante «avrebbe potuto osare di più», poiché sebbene ne apprezzi la capacità vocale, esso risulti «nulla di diverso oltre un brano che funziona, che gioca con ambientazioni dance» in linea con le produzioni precedenti.

## Video musicale
Il video musicale, diretto da Giulio Rosati, è stato pubblicato il 7 febbraio 2024 sul canale YouTube dell'artista. Nel video appaiono gli alter ego precedentemente impersonati dalla cantautrice nei video di Bellissima, Mon Amour e Ragazza sola.

## Tracce
Testi di Annalisa Scarrone, Paolo Antonacci e Davide Simonetta, musiche di Annalisa Scarrone, Davide Simonetta e Stefano Tognini.
Download digitale, streaming
1. Sinceramente – 3:35

Download digitale, streaming – French Version
1. Sinceramente (feat. Olivia Stone) (French Version) – 3:35

Download digitale, streaming – Bob Sinclar Remix
1. Sinceramente (Bob Sinclar Remix) – 3:21

Download digitale, streaming
1. Sinceramente (cuando cuando cuando) – 3:35

## Successo commerciale
Sinceramente ha stabilito il record per il brano con il maggior numero di riproduzioni streaming raccolti in 24 ore in territorio italiano su Spotify da parte di un'artista, precedentemente detenuto da Il bene nel male di Madame, accumulandone 1 649 855, posizionandosi seconda nella classifica italiana e al settantacinquesimo posto nella classifica globale della piattaforma. Globalmente su Spotify il singolo è stato il quinto miglior debutto, Stati Uniti d'America esclusi, nel periodo compreso tra il 9 e l'11 febbraio. Grazie all'uscita del brano, la cantante si posiziona inoltre al terzo posto degli artisti italiani più ascoltati sulla piattaforma, posizione più alta mai raggiunta da un'artista.
Nella settimana del 24 febbraio 2024, il brano ha debuttato al 95º posto nella Billboard Global 200; in questo modo, Annalisa è diventata la prima donna italiana a entrare nelle prime cento posizioni di tale classifica. Diventa inoltre il brano di un'artista solista più veloce a raggiungere il doppio disco di platino con sole sei settimane. È risultato il singolo di un'artista più venduto nel primo semestre del 2024 nonché il terzo in generale.

## Classifiche

### Classifiche settimanali
| Classifica (2024) | Posizione massima |
| ----------------- | ----------------- |
| Italia            | 2                 |
| Svizzera          | 6                 |

### Classifiche di fine anno
| Classifica (2024) | Posizione |
| ----------------- | --------- |
| Italia            | 4         |

## Riconoscimenti
- Music Awards
  - 2024 – Premio Singolo multiplatino
- Power Hits Estate
  - 2024 – Premio SIAE[32]
- RTL 102.5
  - 2024 – Premio #RadioFestival per il brano più radiofonico[33]

## Sinceramente (cuando cuando cuando)
Il 28 giugno 2024 Annalisa ha pubblicato una versione spagnola del brano, dal titolo Sinceramente (cuando cuando cuando).

### Video musicale
Il video, diretto da Giulio Rosati, è stato pubblicato il 28 giugno 2024 sul canale YouTube di Annalisa.

### Tracce
Testi e musiche di Annalisa Scarrone, Chris Zadley, Davide Simonetta, Eva Ibañez, Paolo Antonacci, Stefano Tognini.
1. Sinceramente (cuando cuando cuando) – 3:35

### Successo commerciale
Sinceramente (cuando cuando cuando) di Annalisa ha scalato la classifica dei pezzi più cercati su Shazam fino a raggiungere la prima posizione in Spagna. Il brano ha inoltre scalato la classifica dei passaggi radiofonici, raggiungendo il 5º posto. Nella classifica Del 40 al 1 della radio più importante spagnola Los 40, il brano è salito al 1° posto nella settimana dal 2 al 9 novembre.

### Riconoscimenti
- LOS40 Music Awards
  - 2024 – Vinto – Fenómeno del año en Europa[37]